# Sisyra delicata
Sisyra delicata is een insect uit de familie sponsvliegen (Sisyridae), die tot de orde netvleugeligen (Neuroptera) behoort. 
Sisyra delicata is voor het eerst wetenschappelijk beschreven door Smithers in 1957.